# Charco Blanco, Querétaro Arteaga
Charco Blanco är en ort i Mexiko.   Den ligger i kommunen Corregidora och delstaten Querétaro Arteaga, i den centrala delen av landet, 180 km nordväst om huvudstaden Mexico City. Charco Blanco ligger 2 072 meter över havet och antalet invånare är 1 752.
Terrängen runt Charco Blanco är platt åt sydost, men åt nordväst är den kuperad. Runt Charco Blanco är det ganska tätbefolkat, med 78 invånare per kvadratkilometer. Närmaste större samhälle är Santiago de Querétaro, 19,2 km nordost om Charco Blanco. Omgivningarna runt Charco Blanco är en mosaik av jordbruksmark och naturlig växtlighet.